# Финацеле-Кепушулуй
Финацеле-Кепушулуй (рум. Fânațele Căpușului) — село у повіті Муреш в Румунії. Входить до складу комуни Іклензел.
Село розташоване на відстані 277 км на північний захід від Бухареста, 22 км на захід від Тиргу-Муреша, 55 км на південний схід від Клуж-Напоки, 145 км на північний захід від Брашова.

## Населення
За даними перепису населення 2002 року у селі проживали 102 особи, з них 101 особа (99,0%) румунів. Рідною мовою 101 особа (99,0%) назвала румунську.